# Андреевский поселковый совет (Бердянский район)
Андреевский поселковый совет (укр. Андріївська селищна рада) — входит в состав
Бердянского района
Запорожской области
Украины.
Административный центр поселкового совета находится в 
пгт Андреевка.

## История
- 1809 — дата образования.

## Населённые пункты совета
- пгт Андреевка
- с. Дахно
- с. Ивановка
- с. Новосельское
- с. Сахно
- с. Софиевка
- с. Успеновка